# Rexam

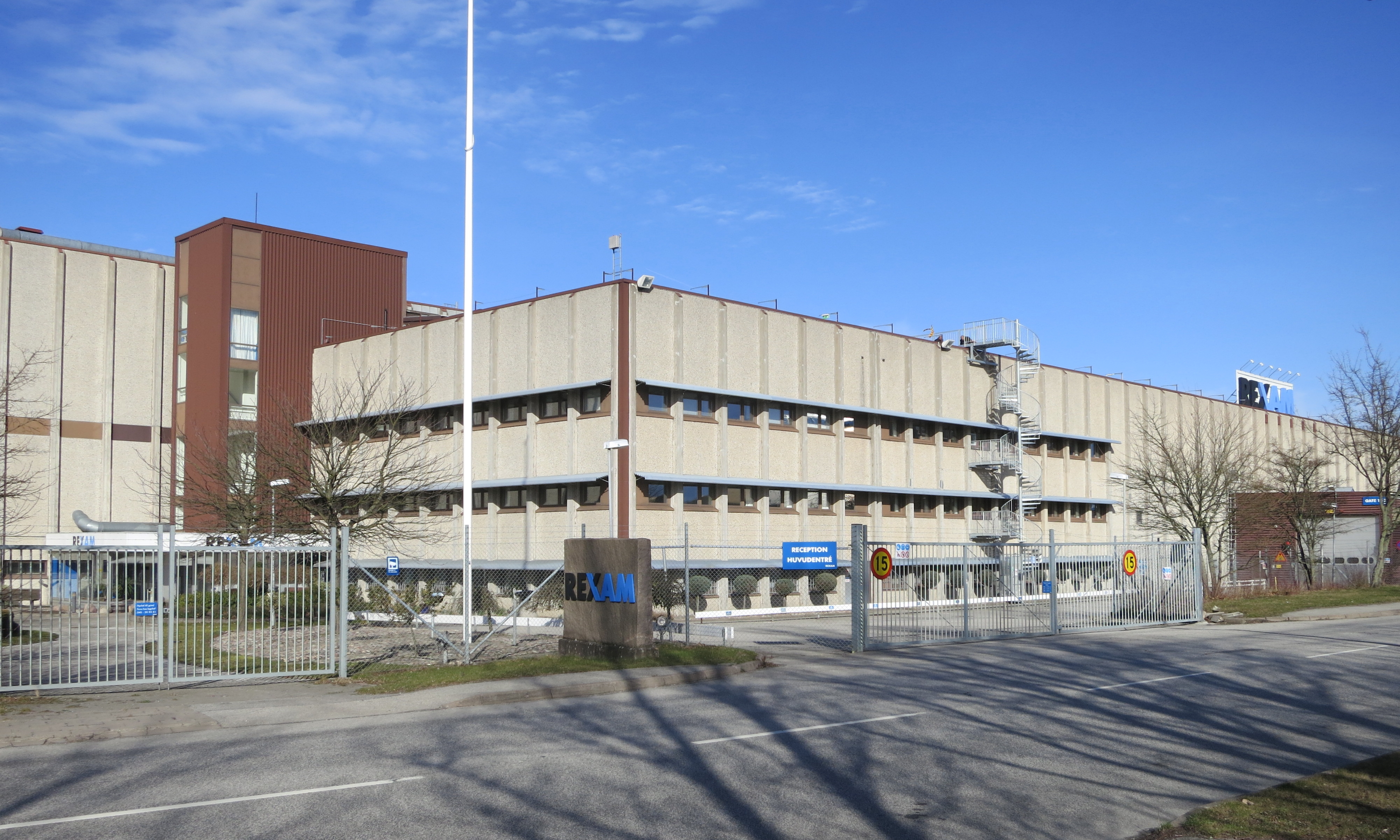
Rexams fabrik i Fosie, Malmö

Rexam, fram till 1997 Bowater plc, var ett multinationellt Londonbaserat företag som huvudsakligen tillverkade dryckesburkar i aluminium. Rexam hade också en världsomfattande tillverkning av plastförpackningar av olika slag. Rexam köptes 2016 av amerikanska Ball Corporation.
Rexams tidigare tillverkning av glasförpackningar såldes 2007 till Ardagh Glass. 

## Sverige
Rexams verksamhet i Sverige härrörde från företagets köp av den svenska förpackningskoncernen PLM AB 1999.

### Lidköping
Rexam Plastic Containers Lidköping AB är en av Lidköpings större industrier. Tillverkning och lager ligger dels på Skogvaktarevägen 2 i Lidköping (fabriken ägs numera av Promens), och dels på Plastgatan 3 i Tofta Industriområde. Tillverkningen etablerades i Lidköping i början av 1960-talet av PLM AB. Tidigt på 1970-talet, när fabriken expanderade, berördes den av en av de första miljörelaterade demonstrationerna.
Rexam Plastic Containers AB är tillverkare av plast-detaljer såsom engångsmuggar, gafflar och knivar och tallrikar av plast.

### Fosiefabriken
Fabriken i Fosie i Malmö öppnades 1981 och ersatte då en äldre PLM-fabrik i Malmö. Den är nu en av de största burkfabrikerna i Europa.[källa behövs] Fosiefabriken har en produktionskapacitet på ungefär 2,2 miljarder burkar per år. Fosiefabriken har fyra burklinjer och producerar dygnet runt under nästan alla årets dagar. På en dag kan fabriken producera upp till 8,5 miljoner burkar. Dessa levereras huvudsakligen till bryggerier och läskedryckstillverkare i Skandinavien och i de baltiska länderna. På Fosiefabriken tillverkas även embossade burkar, det vill säga dryckesburkar där ytan har dekorativa upphöjningar.

## Verkställande direktörer
- 1996–2004: Rolf Börjesson
- 2004: Stefan Angwald
- 2004–2007: Lars Emilson
- 2007–2009: Leslie Van de Walle
- 2010–: Graham Chipchase